# Pedro López Elum
Pedro López Elum (Dénia, 1944 - València, 30 de juny de 2008) va ser un historiador valencià, professor de la Universitat de València i catedràtic del Departament d'Història Medieval. La seua obra es va caracteritzar per tractar diversos temes de la història medieval valenciana i, en especial, del segle xiii. Va deixar diversos estudis sobre la conquesta i la repoblació, sobre la Crònica de Jaume I, els Furs del segle xii i els castells valencians, tant islàmics com cristians.

## Trajectòria professional
Pedro López Elum va estudiar als anys 60 Filosofia i Lletres a la Universitat de València. En 1970 ingressà com a professor no numerari en el Departament d'Història Medieval, que acabava de crear-se. Va ser deixeble d'Antonio Ubieto Arteta tot i que durant la transició va marcar distàncies amb les tesis de l'historiador aragonés.
Amb altres deixebles d'Ubieto, com Maria Dolores Cabanes, José Hinojosa o Ramon Ferrer va compartir passió per la recerca en uns arxius fins llavors poc treballats, i la reconstrucció del passat valencià.
L'obra de López Elum se centra fonamentalment en diversos temes de la història medieval valenciana, especialment del segle xiii, poc valorat fins fa no molt. Bona mostra és un dels seus últims llibres, Los orígenes de los Furs de València y de las Cortes en el siglo XIII (Generalitat Valenciana, 2001) o la síntesi La conquista y repoblación valenciana durante el reinado de Jaime I (València, 1995). La seua tesi doctoral va versar al voltant del morabatí o el monedatge, i arran d'aquests estudis sobre fiscalitat tractà d'aproximar-se als estudis de demografia i població valencianes (El impuesto del morabatí, su base económica y sus aplicaciones demográficas: datos para su estudio (siglos XIII-XVIII, València, Universitat de València, 1972) a partir primerament de la tesi de llicenciatura sobre Alzira (Contribución al estudio demográfico de la comarca de Alcira en e siglo XV, València, Universitat de València, 1970).
Sense abandonar este camp, López Elum va anar aproximant-se progressivament a l'estudi de l'arqueologia i la ceràmica. En esta línia, i seguint al professor Manuel Riu, va iniciar a finals dels 70 un treball pioner en l'arqueologia medieval valenciana en la Torre de Bufilla (Bétera) i l'Escola Taller de Manises Este treball li va permetre entrar en contacte amb el món de la prospecció i excavació arqueològiques, i l'anàlisi de les restes de cultura material. En esta línia cal destacar la seua obra La alquería islámica en Valencia: estudio arqueológico de Bufilla, siglos XI a XIV (1994).
Paral·lelament, va desenvolupar dues línies d'investigació referides a l'estudi de la ceràmica i als castells medievals valencians amb dues obres molt conegudes: Los orígenes de la cerámica de Manises y Paterna, 1285-1335 (1984), que donà peu a successius treballs parcials que aprofundirien en el tema, i Los castillos valencianos en la Edad Media (materiales y técnicas constructivas) en dos volums (2002), que també va propiciar nombrosos articles i comunicacions a congressos i reunions científiques.
Estes línies d'investigació el portarien a desenvolupar un dels temes pel qual mostraria una especial predilecció: la fi de la presència musulmana en València. Un afer polèmic dins i fora de la universitat, que encara no havia sigut matèria d'estudis científics rigorosos. López Elum deixa de banda l'apassionament polític dels 70 i 80, i encara el tema amb clara voluntat de comprensió i simpatia cap al fenomen nacional valencià, i que sempre sostindria des d'una perspectiva oberta i progressista. Un esforç que es resumix en La conquista y repoblación valenciana durante el reinado de Jaime I (1995). En la cimera d'esta trajectòria trobem una notable aportació a la història del dret medieval: Los orígenes de los Furs de Valencia y de las Cortes en el siglo XIII (1998).
Al marge de l'eix central de la seua carrera investigadora, va realitzar també treballs sobre música. Destaca en este camp la investigació musicològica Interpretando la música medieval del siglo XIII: las Cantigas de Santa María (2005).
A principis dels 80 obtindria l'agregació a càtedra, equivalent al que seria actualment professor titular. La segona càtedra d'Història Medieval de València li arribaria en 2002. Tot i patir la malaltia de Parkinson, que li va minvar les seues facultats, va impartir classes fins pràcticament la seua mort.

## Obres
Llibres
- La producción cerámica de lujo en la Baja Edad Media: Manises y Paterna: los materiales de los recipientes para uso alimentario : su evolución y cambios según los inventarios notariales Amigos del Museo Nacional de Cerámica y de las Artes Suntuarias González Martí, 2006
- Interpretando la música medieval del siglo XIII: las "Cantigas" de Santa María Universitat de València, 2005
- Los castillos valencianos en la Edad Media: (materiales y técnicas constructivas) Direcció General del Llibre, Arxius i Biblioteques, 2002
- Los orígenes de los Fvrs de València y de las Cortes en el siglo XIII València: Biblioteca Valenciana, 2001 (Revista d'Arxius i Biblioteques: Compactus 2001)
- Los orígenes de los "Furs de València" y de las Cortes en el siglo XIII Alvaro de Bazán, 1998
- La conquista y repoblación valenciana durante el reinado de Jaime I Federico Domenech, 1995
- La alquería islámica en Valencia: estudio arqueológico de Bofilla, siglos XI a XIV Álvaro de Bazán, 15 : P. López, 1994
- Los orígenes de la cerámica de Manises y de Paterna (1285-1335) Federico Domenech, 1984

Articles
- Los castillos valencianos en el siglo XIII. Del Hisn musulmán al Castrum cristiano Saitabi: revista de la Facultat de Geografia i Història, 2004
- Los utensilios de cocina y mesa en la Baja Edad Media: los materiales empleados en su fabricación Saitabi: revista de la Facultat de Geografia i Història 2001-2002
- La ocupación de los castillos valencianos después de la conquista cristiana del siglo XIII Acta historica et archaeologica mediaevalia, 1999-2000
- Elements de terrisseria per a la producció de sucre (Paterna i Manises, segle XV) Afers: fulls de recerca i pensament, 1999
- Escritura musical y ritmo en la Edad Media. Las Cantigas de Alfonso X y la influencia de su música Revista d'historia medieval, 1996
- La repoblación de la Vall d'Albaida según los Llibres del Repartiment Almaig, estudis i documents, 1994
- Crevillent: 1939-1419. Datos de su demografía y economía Saitabi: revista de la Facultat de Geografia i Història, 1991
- Poblament rural i castellologia valenciana en el segle XIV Afers: fulls de recerca i pensament, 1988-1989
- Carácter plurifuncional de la "sofra" Anuario de estudios medievales, 1987
- La población de Alzira en el siglo XV En la España medieval, 1985
- Las relaciones comerciales de la Corona de Aragón con los alemanes y saboyanos: "dret alemany y saboyà" (1420-1694) Saitabi: revista de la Facultat de Geografia i Història, 1976
- La depresión navarra en el siglo XV Príncipe de Viana, 1972
- Dos conferencias del Cardenal Danielou sobre Teilhard de Chardin Príncipe de Viana, 1972

Col·laboracions en obres col·lectives
- La influencia de "Al-musiqiya al-Andaluciya" y del Tratado de Lamberto en las Cantigas de Santa María de Alfonso X el Sabio Derecho, historia y universidades: estudios dedicados a Mariano Peset, 2007
- Las "Cantigas de Santa María": los proyectos musicales de Alfonso X y su valor como fuente histórica Os reinos ibéricos na Idade Média: livro de homenagem ao professor doutor Humberto Carlos Baquero Moreno, 2003
- Las Cortes de Cataluña y la Corona de Aragón y su participación en los asedios de Peñíscola, Mallorca y Valencia (1225-1236) Scripta in honorem Enrique A. Llobregat Conesa, 2000
- Problemas de datación en los documentos de Jaime I (1239-1261)Homenatge al doctor Sebastià Garcia Martínez, 1988
- Un texto de Pedro Miguel Carbonell sobre los primeros condes catalanes Homenaje al dr. D. Juan Reglà Campistol, 1975